# Бычковцы
Бычко́вцы (укр. Бичківці) — село в Чортковской городской общине Чортковского района Тернопольской области Украины.
Население по переписи 2018 года составляло 755 человек. Почтовый индекс — 48512. Телефонный код — 3552.